# Ultra-Lightweight TT

Mountain Course

Clypse Course

Billown Circuit

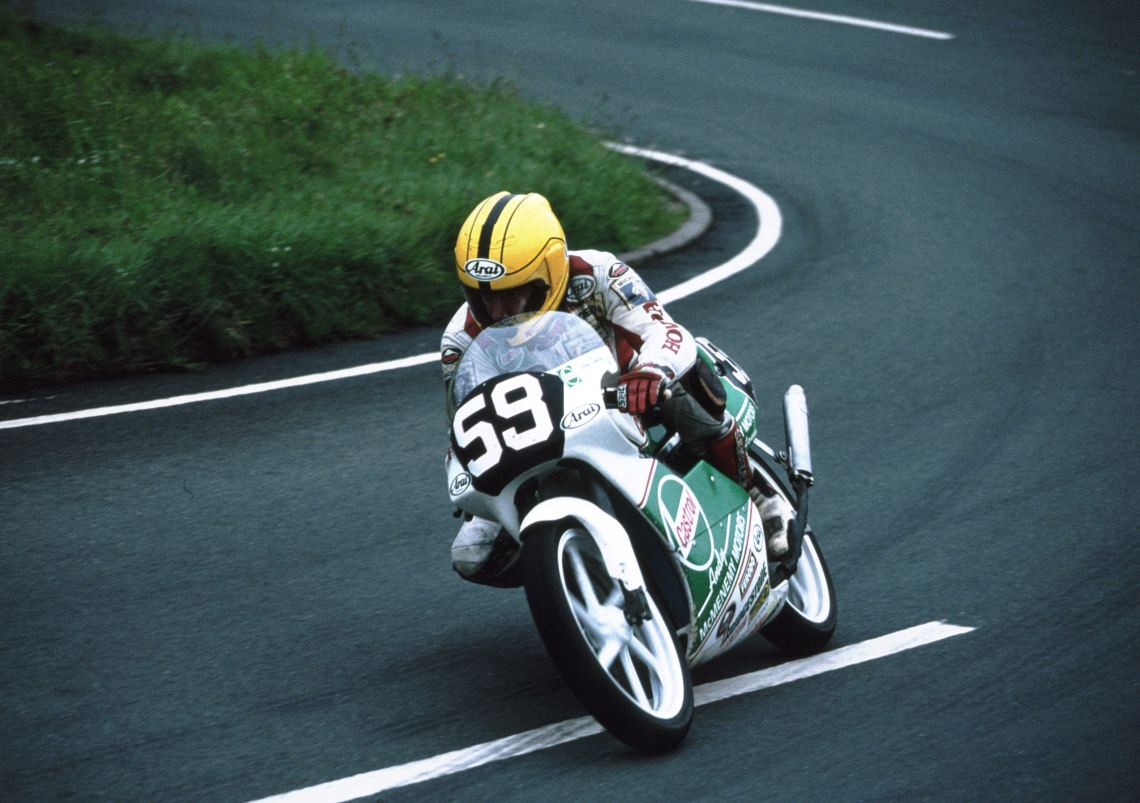
Joey Dunlop bij Gooseneck met de Honda 125 in 1992

De Ultra-Ligthweight TT is de lichtste wegrace-klasse tijdens de TT van het eiland Man.

## Voorgeschiedenis
Tot en met 1910 werden de klassen tijdens de Isle of Man TT vooral ingedeeld op het aantal cilinders. Tweecilinders mochten toen nog een grotere cilinderinhoud hebben, omdat ze langzamer waren dan de eencilinders. Nog in 1910 mochten de eencilinders 500- en de tweecilinders 750 cc motoren hebben. In 1911 werden twee nieuwe klassen ingevoerd: de 500 cc Senior TT en de 350 cc Junior TT. In 1922 kwam daar de 250 cc Lightweight TT bij en in 1924 de 175 cc Ultra-Lightweight TT.

## Geschiedenis
De Ultra-Lightweight kwam mede tot stand omdat er in het begin van de jaren twintig steeds meer behoefte kwam aan lichte, goedkope motorfietsen. In sommige landen werd het gebruik van dergelijke machines gepropageerd met behulp van belastingvoordelen of vrijstelling van de rijbewijsplicht, zodat de bevolking in die economisch moeilijke tijden toch mobiel werd.

### Jaren twintig
In het eerste jaar waren er slechts zeventien inschrijvingen, waarvan er elf de eindstreep haalden. Er werd nog gereden op de 60 km lange Snaefell Mountain Course, waar de coureurs drie ronden moesten afleggen. In tegenstelling tot de andere klassen, waarin de rijders steeds in paren startten en een tijdrit reden, werden de coureurs van de Ultra-Lightweight tegelijk weggestuurd. Wal Handley startte in drie klassen, maar ook in de Ultra-Lightweight viel hij met zijn Rex-ACME uit terwijl hij aan de leiding lag, waardoor Jock Porter de wedstrijd kon winnen. In 1925 had Handley eindelijk meer geluk: hij won de Junior TT én de Ultra-Lightweight, maar daarin waren er dan ook slechts zeven deelnemers. In 1926 waren er zó weinig deelnemers dat de klasse helemaal werd geschrapt, samen met de zijspannen.

### Jaren vijftig
In 1949 kreeg de Isle of Man TT een ronde van het Wereldkampioenschap wegrace toebedeeld, maar de 125 cc klasse reed er niet. Dat gebeurde vanaf 1951 wel, Toen de Ultra-Lightweight voor 125 cc machines werd uitgeschreven. De Britse coureurs konden door hun circuitkennis nog goed meekomen, de Britse motormerken niet. Pas op de zevende plaats kwam E.V.C. Hardy met een DOT over de streep. In 1952 reed Cecil Sandford de eerste 125 cc ronde onder de 30 minuten.

#### Lightweight 125 cc TT
Vanaf 1953 veranderde de naam van de klasse enkele malen in "Lightweight 125 cc TT" naast de al bestaande "Lightweight 250 cc TT". Les Graham won de race van 1953 op indrukwekkende wijze: hij verbeterde het ronde- en het racerecord. De volgende dag verongelukte hij bij Bray Hill, vlak na het begin van de tweede ronde van de Senior TT.

#### Clypse Course
In 1954 werd speciaal voor de zijspanklasse en de 125 cc machines een nieuw circuit in gebruik genomen, de 17,2 km lange Clypse Course. Die ging van Cronk-ny-Mona tot aan Creg-ny-Baa tegengesteld over het oude circuit en vanaf Signpost Corner tot aan Quarterbridge in de "goede" richting. Rupert Hollaus won de race voor NSU. In 1955 werd het drukker op de Clypse Course, toen ook de Clubmans Senior TT, de Clubmans Junior TT en de Lightweight 250 cc TT er gingen rijden. In de Lightweight 125 cc TT kwamen de Britse merken er helemaal niet meer aan te pas, en daarom was de 8e plaats van Leonard C. Harfield met zijn zelfgebouwde LCH opmerkelijk.

### Jaren zestig

#### Mountain Course
In 1960 keerden alle klassen terug naar de lange Mountain Course. Carlo Ubbiali verpletterde het 125 cc ronderecord, maar dat was niet verwonderlijk want de 125's hadden er zes jaar lang niet gereden, en de techniek had niet stilgestaan. In 1961 won MV Agusta geen enkele race, maar de jonge Mike Hailwood won er drie: de Lightweight 125 cc TT met de tweecilinder Honda, de Lightweight 250 cc TT met de viercilinder Honda en de Senior TT met de 500 cc Norton Manx. Honda had ook een goede dag met de eerste vijf plaatsen in de 125 cc en de eerste vijf plaatsen in de 250 cc. In 1962 was Hailwood overgestapt op de door Joe Ehrlich ontwikkelde EMC tweetakt. Hij was kwaad op Honda omdat hij in 1961 250 cc wereldkampioen was geworden maar Honda had Pa Hailwood de motorfietsen gewoon in rekening gebracht. Hij legde met deze simpele machine Luigi Taveri het vuur aan de schenen, maar viel uit bij Glen Helen. Taveri reed de eerste 125 cc ronde met een gemiddelde van meer dan 90 mph (145 km/h). 1962 was het jaar van de Oost-Duitser Ernst Degner. Hij had in 1961 125 cc wereldkampioen kunnen worden met MZ, maar na de Grand Prix van Zweden vluchtte hij in de kofferbak van een auto via Denemarken naar de Bondsrepubliek. De "Allgemeiner Deutscher Motorsport Verband" trok daarop zijn racelicentie in, waardoor hij in de Grand Prix van Argentinië geen punten kon scoren. In november 1961 werd hij door Suzuki gecontracteerd. Degner nam veel kennis van tweetakttechniek mee naar Japan, want hij was in de leer geweest bij Walter Kaaden. Dit resulteerde al in 1962 in een 50 cc wereldtitel voor Degner en in 1963 was Suzuki in de 50- en de 125 cc klasse kampioen. In de 125 cc TT waren de eerste drie plaatsen voor Suzuki, met Degner zelf als derde. In 1964 haalde geen enkele Suzuki de finish en kon Honda de eerste drie plaatsen pakken. In 1965 pakte Phil Read de winst voor Yamaha, met Mike Duff op de derde plaats. In 1966 waren de 125 cc V-vier Yamaha's niet te kloppen. Bill Ivy won voor Phil Read, met Hugh Anderson op een viercilinder Suzuki als derde. In 1967 had Honda zich al teruggetrokken uit de 50- en de 125 cc klasse, waardoor het, na het uitvallen van Bill Ivy, een strijd werd tussen Read (Yamaha) en Stuart Graham (Suzuki). Read leidde in de eerste ronde, Graham in de tweede en Read weer aan de finish. In 1968 had ook Suzuki de strijd opgegeven, waardoor Yamaha kon heersen in de lichte- en MV Agusta in de zware (350- en 500 cc klassen). Maar Read en Ivy zouden elkaar de titel niet zomaar gunnen. In de Lightweight 250 was Read bij Bungalow stilgevallen met een lekke band, maar in de 125 cc race wilde Yamaha dat Read zou winnen. Ivy was in de eerste twee ronden sneller, maar in de laatste ronde ging hij op mysterieuze wijze langzamer rijden. Een oorzaak aan zijn motor is nooit ontdekt. Read won met bijna een minuut voorsprong. In 1969 hadden alle grote Japanse merken zich teruggetrokken, hoewel privérijders met productieracers nog steeds vooraan konden rijden. Dave Simmonds gaf Kawasaki haar eerste TT-overwinning op dominante wijze, maar zijn snelste ronde was bijna 14 km/h langzamer dan die van Ivy het jaar ervoor. Fred Launchbury werd derde, maar hij had zonder het te weten een onreglementaire Bultaco gereden.

### Jaren zeventig
De jaren zeventig verliepen stormachtig voor de organisatie van de TT van Man. Uiteindelijk zou het circuit zo gevaarlijk blijken dat beroepscoureurs het boycotten en uiteindelijk ging de WK status verloren. Het begon al in 1970, toen niet minder dan zes coureurs het leven verloren tijdens trainingen en wedstrijden, waaronder de veelbelovende Spanjaard Santiago Herrero. De 125 cc klasse gaf nieuwe winnaars te zien: Dieter Braun op een ex-fabrieks Suzuki voor Börje Jansson (Maico) en Günter Bartusch (MZ). Dave Simmonds was met zijn Kawasaki uitgevallen. In 1971 nam Barry Sheene voor de eerste en laatste keer deel aan de TT. Hij viel in de 125 cc in de eerste meters van de tweede ronde bij Quarterbridge. Chas Mortimer won deze langzaamste 125 cc race sinds 1953, maar de weersomstandigheden waren dan ook verschrikkelijk. In 1972 verongelukte 125 cc rijder Gilberto Parlotti, die op dat moment aan de leiding van de WK stand stond met zijn Morbidelli, bij Verandah. Giacomo Agostini was ontsteld en hij reed alleen de Senior TT na veel overreding. Daarna zwoer hij nooit meer op het Eiland Man te racen. MV Agusta steunde hem daarin, maar ook Phil Read en Rodney Gould. De TT van 1973 moest het helemaal zonder grote sterren stellen. Dat gaf vooral Britse privérijders alle kansen, maar de Nederlander Jan Kostwinder profiteerde er ook van door tweede te worden in de 125 cc klasse. Veteraan Tommy Robb won. Kostwinder pakte in 1974 een mooie zesde plaats. Mortimer viel in de eerste ronde uit. Na 1974 werd de 125 cc klasse niet meer verreden. Pas in 1989 werd ze in ere hersteld.

### Jaren tachtig
In 1989 kwam de 125 cc klasse terug op Man, nu praktisch alleen nog met Britse rijders én met de orgininele naam: Ultra-Lightweight TT. Robert Dunlop, broer van Isle of Man-icoon Joey Dunlop, won de wedstrijd. Het was trouwens weer een rampjaar, met vijf doden, waaronder Phil Mellor, een bekende verschijning en voormalig winnaar op Man.

### Jaren negentig
In 1990 domineerde Robert Dunlop de race opnieuw, en hij reed een nieuw ronderecord. Hij reed vóór Joey en Ian Newton. Die vochten een flink gevecht uit, maar Joey's Honda stopte er bij Kirk Michael mee. In 1991 sloegen de gebroeders Dunlop toe met Robert als eerste en Joey als tweede. Dat kwam doordat Joey een probleem had met een kapotte ontluchtingsslang bij zijn tankstop. Ook in 1992 maakten de gebroeders Dunlop er een geweldige race van. Joey wilde het record van Mike Hailwood, 14 TT overwinningen, evenaren. Na de eerste ronde leidde Joey met 3,6 seconden, na de tweede ronde nog slechts met 0,2 seconden, na de derde ronde met 7,6 seconden. In de vierde en laatste ronde gingen ze er allebei voor. Ze reden beiden ronden van meer dan 174 km/h gemiddeld en Joey won met 8,4 seconden voorsprong na meer dan 240 km racen. Mick Lofthouse werd derde, op bijna 2½ minuut. In 1993 won Joey zijn 15e TT in de 125 cc, Robert werd tweede en Bob Heath derde. In 1995 viel Joey uit en kon Lofthouse, die als snelste getraind had, de wedstrijd winnen, maar hij werd in de laatste ronde met 0,6 seconden geklopt door Mark Baldwin. Vanaf 1996 reden de 125 cc rijders samen met de Singles TT. Joey Dunlop won zijn 21e TT. Robert Dunlop was in 1994 in de Formula One TT zó hard gevallen, dat hij pas in 1997 een comeback kon maken. Hij werd derde in de 125 cc klasse, achter Ian Lougher en Denis McCullough. Door het slechte weer werden in 1998 bijna alle races ingekort en ook de 125 cc ging van vier ronden naar drie. Robert Dunlop won met gemak. In 1999 kreeg Joey Dunlop problemen waardoor hij terugviel naar de 41e plaats. Hij werd uiteindelijk 27e. Ian Lougher won de wedstrijd.

### Jaren nul
In 2000 vierde Joey Dunlop zijn 25e TT-jaar én zijn 24e (Duke Formula One TT), 25e (Lightweight 250 cc TT) en 26e (Ultra-Lightweight TT) overwinning. Het zou de laatste keer zijn. In juli verongelukte hij tijdens een race in Tallinn (Estland). Zowel in zijn geboorteplaats Ballymoney in Ierland als bij Bungalow langs de Mountain Course herinnert een monument aan Joey Dunlop. In 2001 kon er niet gereden worden wegens een uitbraak van mond-en-klauwzeer. In 2001 won Lougher vóór de jarige James Crumpton en Robert Dunlop. De TT van 2003 werd overschaduwd door de dood van David Jefferies en de zware verwondingen bij hetzelfde ongeval van Jim Moodie tijdens de trainingen voor de Formula One TT. Chris Palmer, al geen groentje meer, was verhuisd naar het eiland Man en nam daarom voor het eerst deel aan de TT. Hij begon daarom voorzichtig, maar won de Ultra-Lightweight met een nieuw ronderecord. In 2004 won hij ook de laatste 125 cc TT op de lange Mountain Course.

#### Billown Circuit en Steam Packet 125 TT
Tot 2008 zou er zelfs helemaal geen 125 cc race meer zijn, en vanaf dat jaar verhuisde ze naar het kortere Billown Circuit. Ze kreeg ook een andere naam: Steam Packet Ultra-Lightweight 125 TT, naar de sponsor van de klasse, de Isle of Man Steam Packet Company, een rederij die passagiersdiensten met Groot-Brittannië en Ierland onderhoudt. Chris Palmer won weer, maar in 2009 pakte Ian Lougher de dubbel door de beide manches van de "Motorsport Merchandise Lightweight 250 TT" te winnen én de eerste manche van de "Motorsport Merchandise Lightweight 125 TT". In de tweede manche werd hij tweede en daarmee dagwinnaar. Daarmee verdween de 125 cc klasse voorgoed van het Isle of Man.

## Ultra-Lightweight TT resultaten
| Jaar | Klasse                                            | Circuit         | Inhoud | 1e                               | 2e                                    | 3e                              |
| ---- | ------------------------------------------------- | --------------- | ------ | -------------------------------- | ------------------------------------- | ------------------------------- |
| 1924 | Ultra-Lightweight TT                              | Mountain Course | 175 cc | Jack Porter, New Gerrard         | F.G. Morgan, Cotton                   | C. Stead, Cotton                |
| 1925 | Ultra-Lightweight TT                              | Mountain Course | 175 cc | Wal Handley, Rex-ACME            | Paddy Johnston, Cotton                | Jack Porter, New Gerrard        |
|      |                                                   |                 |        |                                  |                                       |                                 |
| 1951 | Ultra-Lightweight TT                              | Mountain Course | 125 cc | Cromie McCandless, Mondial       | Carlo Ubbiali, Mondial                | Gianni Leoni, Mondial           |
| 1952 | Ultra-Lightweight TT                              | Mountain Course | 125 cc | Cecil Sandford, MV Agusta        | Carlo Ubbiali, Mondial                | Len Parry, Mondial              |
| 1953 | Lightweight 125 cc TT                             | Mountain Course | 125 cc | Les Graham, MV Agusta            | Werner Haas, NSU                      | Cecil Sandford, MV Agusta       |
| 1954 | Ultra-Lightweight TT                              | Clypse Course   | 125 cc | Rupert Hollaus, NSU              | Carlo Ubbiali, MV Agusta              | Cecil Sandford, MV Agusta       |
| 1955 | Lightweight 125 cc TT                             | Clypse Course   | 125 cc | Carlo Ubbiali, MV Agusta         | Luigi Taveri, MV Agusta               | Giuseppe Lattanzi, Mondial      |
| 1956 | Lightweight 125 cc TT                             | Clypse Course   | 125 cc | Carlo Ubbiali, MV Agusta         | M. Cama, Montesa                      | Frank Gonzalez, Montesa         |
| 1957 | Ultra-Lightweight TT                              | Clypse Course   | 125 cc | Tarquinio Provini, Mondial       | Carlo Ubbiali, MV Agusta              | Luigi Taveri, MV Agusta         |
| 1958 | Ultra-Lightweight TT                              | Clypse Course   | 125 cc | Carlo Ubbiali, MV Agusta         | Romolo Ferri, Ducati                  | Dave Chadwick, Ducati           |
| 1959 | Ultra-Lightweight TT                              | Clypse Course   | 125 cc | Tarquinio Provini, MV Agusta     | Luigi Taveri, MZ                      | Mike Hailwood, Ducati           |
| 1960 | Ultra-Lightweight TT                              | Mountain Course | 125 cc | Carlo Ubbiali, MV Agusta         | Gary Hocking, MV Agusta               | Luigi Taveri, MV Agusta         |
| 1961 | Lightweight 125 cc TT                             | Mountain Course | 125 cc | Mike Hailwood, Honda             | Luigi Taveri, Honda                   | Tom Phillis, Honda              |
| 1962 | Lightweight 125 cc TT                             | Mountain Course | 125 cc | Luigi Taveri, Honda              | Tommy Robb, Honda                     | Tom Phillis, Honda              |
| 1963 | Lightweight 125 cc TT                             | Mountain Course | 125 cc | Hugh Anderson, Suzuki            | Frank Perris, Suzuki                  | Ernst Degner, Suzuki            |
| 1964 | Lightweight 125 cc TT                             | Mountain Course | 125 cc | Luigi Taveri, Honda              | Jim Redman, Honda                     | Ralph Bryans, Honda             |
| 1965 | Lightweight 125 cc TT                             | Mountain Course | 125 cc | Phil Read, Yamaha                | Luigi Taveri, Honda                   | Mike Duff, Yamaha               |
| 1966 | Lightweight 125 cc TT                             | Mountain Course | 125 cc | Bill Ivy, Yamaha                 | Phil Read, Yamaha                     | Hugh Anderson, Suzuki           |
| 1967 | Lightweight 125 cc TT                             | Mountain Course | 125 cc | Phil Read, Yamaha                | Stuart Graham, Suzuki                 | Akiyasu Motohashi, Yamaha       |
| 1968 | Lightweight 125 cc TT                             | Mountain Course | 125 cc | Phil Read, Yamaha                | Bill Ivy, Yamaha                      | Kel Carruthers, Honda           |
| 1969 | Lightweight 125 cc TT                             | Mountain Course | 125 cc | Dave Simmonds, Kawasaki          | Kel Carruthers, Aermacchi             | Gary Dickinson, Honda           |
| 1970 | Lightweight 125 cc TT                             | Mountain Course | 125 cc | Dieter Braun, Suzuki             | Börje Jansson, Maico                  | Günter Bartusch, MZ             |
| 1971 | Lightweight 125 cc TT                             | Mountain Course | 125 cc | Chas Mortimer, Yamaha            | Börje Jansson, Maico                  | John Kiddie, Honda              |
| 1972 | Lightweight 125 cc TT                             | Mountain Course | 125 cc | Chas Mortimer, Yamaha            | Charlie Williams, Yamaha              | Bill Rae, Yamaha                |
| 1973 | Lightweight 125 cc TT                             | Mountain Course | 125 cc | Tommy Robb, Yamaha               | Jan Kostwinder, Yamaha                | Neil Tuxworth, Yamaha           |
| 1974 | Lightweight 125 cc TT                             | Mountain Course | 125 cc | Clive Horton, Yamaha             | Ivan Hodgkinson, Yamaha               | Tom Herron, Yamaha              |
|      |                                                   |                 |        |                                  |                                       |                                 |
| 1989 | Ultra-Lightweight TT                              | Mountain Course | 125 cc | Robert Dunlop, Honda             | Ian Lougher, Honda                    | Carl Fogarty, Honda             |
| 1990 | Ultra-Lightweight TT                              | Mountain Course | 125 cc | Robert Dunlop, Honda             | Ian Newton, Honda                     | Michael Topping, Honda          |
| 1991 | Ultra-Lightweight TT                              | Mountain Course | 125 cc | Robert Dunlop, Honda             | Joey Dunlop, Honda                    | Bob Heath, Honda                |
| 1992 | Ultra-Lightweight TT                              | Mountain Course | 125 cc | Joey Dunlop, Honda               | Robert Dunlop, Honda                  | Mick Lofthouse, Honda           |
| 1993 | Ultra-Lightweight TT                              | Mountain Course | 125 cc | Joey Dunlop, Honda               | Robert Dunlop, Honda                  | Bob Heath, Honda                |
| 1994 | Ultra-Lightweight TT                              | Mountain Course | 125 cc | Joey Dunlop, Honda               | Denis McCullough, DTR Yamaha          | Chris Fargher, Honda            |
| 1995 | Ultra-Lightweight TT                              | Mountain Course | 125 cc | Mark Baldwin, Padgett Honda      | Mick Lofthouse, DTR Yamaha            | James Courtney, IRM Honda       |
| 1996 | Ultra-Lightweight TT                              | Mountain Course | 125 cc | Joey Dunlop, Honda               | Gavin Lee, Honda                      | Glen English, Beale Honda       |
| 1997 | Ultra-Lightweight TT                              | Mountain Course | 125 cc | Ian Lougher, Honda               | Denis McCullough, Francis Neill Honda | Robert Dunlop, O'Kane Honda     |
| 1998 | Ultra-Lightweight TT                              | Mountain Course | 125 cc | Robert Dunlop, O'Kane Honda      | Ian Lougher, Honda Britain            | Owen McNally, Mullan Honda      |
| 1999 | Ultra-Lightweight TT                              | Mountain Course | 125 cc | Ian Lougher, Honda               | Owen McNally, Mullan Honda            | Gary Dynes, Francis Neill Honda |
| 2000 | Ultra-Lightweight TT                              | Mountain Course | 125 cc | Joey Dunlop, Honda Britain       | Dennis McCullough, Lunney Honda       | Robert Dunlop, Crossan Honda    |
|      |                                                   |                 |        |                                  |                                       |                                 |
| 2002 | Ultra-Lightweight TT                              | Mountain Course | 125 cc | Ian Lougher, Lloyds TSB Honda    | James Crumpton, JCR Honda             | Robert Dunlop, Crossan Honda    |
| 2003 | Ultra-Lightweight TT                              | Mountain Course | 125 cc | Chris Palmer, Honda              | Michael Wilcox, Honda                 | Ian Lougher, Honda              |
| 2004 | Ultra-Lightweight TT                              | Mountain Course | 125 cc | Chris Palmer, Nick Woodnam Honda | Robert Dunlop, Crossan Honda          | Nigel Beattie, Mannin Honda     |
|      |                                                   |                 |        |                                  |                                       |                                 |
| 2008 | Steam Packet Ultra-Lightweight 125 TT             | Billown Circuit | 125 cc | Chris Palmer, Mannin Honda       | Daniel Sayle, Honda                   | Nigel Moore, Honda              |
| 2009 | Motorsport Merchandise Ultra Lightweight 125 TT 1 | Billown Circuit | 125 cc | Ian Lougher, Jackson Special     | Roy Richardson, Jackson Honda         | William Dunlop, Honda           |
| 2009 | Motorsport Merchandise Ultra Lightweight 125 TT 2 | Billown Circuit | 125 cc | Chris Palmer, Mannin Honda       | Ian Lougher, Jackson Special          | Roy Richardson, Jackson Honda   |